# El bar de la calle Rodney
«El bar de la calle Rodney» es una canción perteneciente al grupo de rock argentino La Portuaria. Es la segunda canción que forma parte del segundo álbum de estudio de la banda llamado Escenas de la vida amorosa; grabado y editado en el año 1991 bajo el sello discográfico EMI.

## Análisis de la letra
- La letra de «El bar de la calle Rodney», describe con minuciosidad poética, cómo es el deambular de un paseante urbano por la ciudad sin coordenadas ni planes establecidos:[2]

Salgo a caminar sin rumbo en un día cualquiera, pero un día cualquiera puede ser mucho más, hacia la parte de atrás de un cementerio, cruzando un parque llego a un bar.

- A medida que la canción avanza la narración de la historia avanza; nos lleva a entrar al enigmático bar de la calle Rodney. Así mismo, la letra describe cómo es la vivencia de un grupo de hombres que "saben perder el tiempo" en ese reducto que suena a un acorde sostenido de refugio caluroso de identidades. El color blanco y negro, que adoptan por momentos las imágenes del interior del bar en el videoclip, acompaña ese no- tiempo que habita en la atmósfera del lugar:

Hay sólo hombres que beben vino y fuman tabaco, pero en el aire hay algo especial, es pleno invierno y una ola de calor invade, como sucede a veces en toda mi ciudad.

- El estribillo de la canción es ocasión especial para el lucimiento de Frenkel en su capacidad vocal llegando a interpretar la letra en tonos muy altos:

Ciudad de brujas y de asfalto, un puerto sin salida al mar, si navegar es tan preciso, hoy voy a sentarme en el bar, a viajar, perdiendo el tiempo, perdiendo el tiempo yo voy viajar.

- El final deja más que claro el sentido general de la letra:

Adoro de descansar entre la gente, charlar o dibujar, sentado en cualquier bar, en cualquier lugar.

- Esta canción fue el primer hit de la banda que tenía un estilo funk; sin embargo, el acordeón utilizado, le dio un particular a dicha composición, (el acordeón era hasta es momento un instrumento atípico para la época). Esta canción fue la primera de la banda en contar con un videoclip promocional.[3]

## El bar Rodney
El bar fue declarado, en 2013, Sitio de Interés Cultural de la Ciudad de Buenos Aires por haber sido notable como punto de referencia del rock de la ciudad de Buenos Aires, y haber recibido muchos visitantes notables, del ámbito musical, tanto nacionales como internacionales (Rod Stewart, David Byrne).